# Celestus marcanoi
Celestus marcanoi är en ödleart som beskrevs av  Schwartz och INCHAUSTEGUI 1976. Celestus marcanoi ingår i släktet Celestus och familjen kopparödlor. Inga underarter finns listade i Catalogue of Life.